# جایزه تورینگ
جایزه ای‌سی‌ام تورینگ سالانه از سوی انجمن ماشین‌های محاسباتی (ACM) به اشخاصی که سهم بسزایی در زمینه کامپیوتر دارند، اعطا می‌شود. از آن جایی که جایزه نوبل برای علوم کامپیوتر وجود ندارد، از این جایزه به عنوان جایزه نوبل در کامپیوتر یاد می‌شود. این جایزه به افتخار آلن تورینگ پدر علوم کامپیوتر و هوش مصنوعی نام‌گذاری شده‌است. شرکت‌های گوگل و اینتل حامیان مالی این جایزه یک میلیون دلاری هستند.

## فهرست برندگان جایزه تورینگ
| سال  | نام برنده                       | ملیت                                      | بر اساس |
| ---- | ------------------------------- | ----------------------------------------- | --- |
| ۱۹۶۶ | آلن پرلیس                       | ایالات متحده آمریکا                       | برای تأثیر زیادی که بر تکنیک‌های برنامه‌نویسی کامپیوتر پیشرفته و ساختار محاسبات داشت                                                    |
| ۱۹۶۷ | موریس ویلکس                     | بریتانیا                                  | به خاطر ساختن و طراحی EDSAC، نخستین کامپیوتر دارای برنامه ذخیره‌شده داخلی                                                              |
| ۱۹۶۸ | ریچارد همینگ                    | ایالات متحده آمریکا                       | به خاطر خدماتش در نظریه اطلاعات (به ویژه در آشکارسازی و تصحیح خطا) و همچنین ارائه مفاهیمی از قبیل کد همینگ، فاصله همینگ و پنجره همینگ |
| ۱۹۶۹ | ماروین مینسکی                   | ایالات متحده آمریکا                       | بابت پژوهشاتش در حوزهٔ علوم شناخت و هوش مصنوعی                                                                                         |
| ۱۹۷۰ | جیمز ویلکینسون                  | بریتانیا                                  | بابت خدمات برجسته در زمینه محاسبات عددی                                                                                               |
| ۱۹۷۱ | جان مک‌کارتی                     | ایالات متحده آمریکا                       | به خاطر خدماتش به پیشرفت علوم کامپیوتر در زمینه هوش مصنوعی و علوم شناختی                                                              |
| ۱۹۷۲ | ادسخر دیکسترا                   | هلند                                      | |
| ۱۹۷۳ | چارلز باخمن                     | ایالات متحده آمریکا                       | |
| ۱۹۷۴ | دونالد کنوت                     | ایالات متحده آمریکا                       | |
| ۱۹۷۵ | آلن نیوول                       | ایالات متحده آمریکا                       | |
| ۱۹۷۵ | هربرت الکساندر سیمون            | ایالات متحده آمریکا                       | |
| ۱۹۷۶ | مایکل رابین                     | اسرائیل                                   | |
| ۱۹۷۶ | دینا اسکات                      | ایالات متحده آمریکا                       | |
| ۱۹۷۷ | جان بکوس                        | ایالات متحده آمریکا                       | |
| ۱۹۷۸ | رابرت فلوید                     | ایالات متحده آمریکا                       | |
| ۱۹۷۹ | کنت ایورسن                      | کانادا                                    | |
| ۱۹۸۰ | آنتونی هار                      | بریتانیا                                  | |
| ۱۹۸۱ | ادگار کاد                       | بریتانیا                                  | |
| ۱۹۸۲ | استفان کوک                      | ایالات متحده آمریکا                       | |
| ۱۹۸۳ | کن تامسون                       | ایالات متحده آمریکا                       | |
| ۱۹۸۳ | دنیس ریچی                       | ایالات متحده آمریکا                       | |
| ۱۹۸۴ | نیکلاوس ورث                     | سوئیس                                     | |
| ۱۹۸۵ | ریچارد کارپ                     | ایالات متحده آمریکا                       | |
| ۱۹۸۶ | جان هاپکرافت                    | ایالات متحده آمریکا                       | |
| ۱۹۸۶ | رابرت تارجان                    | ایالات متحده آمریکا                       | |
| ۱۹۸۷ | جان کوک                         | ایالات متحده آمریکا                       | |
| ۱۹۸۸ | ایوان سوترلند                   | ایالات متحده آمریکا                       | |
| ۱۹۸۹ | ویلیام کاهان                    | کانادا                                    | |
| ۱۹۹۰ | فرناندو کورباتو                 | ایالات متحده آمریکا                       | |
| ۱۹۹۱ | رابین میلز                      | بریتانیا                                  | |
| ۱۹۹۲ | باتلر لامسون                    | ایالات متحده آمریکا                       | |
| ۱۹۹۳ | یوریس هارتمانیس                 | لتونی · ایالات متحده آمریکا               | |
| ۱۹۹۳ | ریچارد استیرنز                  | ایالات متحده آمریکا                       | |
| ۱۹۹۴ | ادوارد فاین‌باوم                 | ایالات متحده آمریکا                       | |
| ۱۹۹۴ | راج ردی                         | هند · ایالات متحده آمریکا                 | |
| ۱۹۹۵ | مانوئل بلام                     | ونزوئلا                                   | |
| ۱۹۹۶ | امیر پنوئلی                     | اسرائیل                                   | |
| ۱۹۹۷ | داگلاس انگلبارت                 | ایالات متحده آمریکا                       | |
| ۱۹۹۸ | جیم گری                         | ایالات متحده آمریکا                       | |
| ۱۹۹۹ | فردریک بروکز                    | ایالات متحده آمریکا                       | |
| ۲۰۰۰ | آندرو یائو                      | چین                                       | |
| ۲۰۰۱ | اوله‌یوهان دال                   | نروژ                                      | |
| ۲۰۰۱ | کریستن نیگارد                   | نروژ                                      | |
| ۲۰۰۲ | رونالد ریوست                    | ایالات متحده آمریکا                       | |
| ۲۰۰۲ | آدی شامیر                       | اسرائیل                                   | |
| ۲۰۰۲ | لئونارد آدلمن                   | ایالات متحده آمریکا                       | |
| ۲۰۰۳ | آلن کی                          | ایالات متحده آمریکا                       | |
| ۲۰۰۴ | وینتون سرف                      | ایالات متحده آمریکا                       | |
| ۲۰۰۴ | رابرت کان                       | ایالات متحده آمریکا                       | |
| ۲۰۰۵ | پیتر ناور                       | دانمارک                                   | |
| ۲۰۰۶ | فرانسیس آلن                     | ایالات متحده آمریکا                       | |
| ۲۰۰۷ | ادموند کلارک                    | ایالات متحده آمریکا                       | |
| ۲۰۰۷ | آلن امرسون                      | ایالات متحده آمریکا                       | |
| ۲۰۰۷ | جوزف سیفاکیس                    | یونان                                     | |
| ۲۰۰۸ | باربارا لیسکف                   | ایالات متحده آمریکا                       | |
| ۲۰۰۹ | چارلز ثاکر                      | ایالات متحده آمریکا                       | |
| ۲۰۱۰ | لسلی والینت                     | بریتانیا                                  | |
| ۲۰۱۱ | یودیا پرل                       | اسرائیل و ایالات متحده آمریکا             | |
| ۲۰۱۲ | سیلویو میکالی شفیع گولدواسر     | ایتالیا · ایالات متحده آمریکا و اسرائیل   | |
| ۲۰۱۳ | لزلی لمپورت                     | ایالات متحده آمریکا                       | |
| ۲۰۱۴ | مایکل استون برکر                | ایالات متحده آمریکا                       | |
| ۲۰۱۵ | مارتین ادوارد هلمن ویتفیلد دیفی | ایالات متحده آمریکا · ایالات متحده آمریکا | |
| ۲۰۱۶ | تیم برنرز لی                    | بریتانیا                                  | برای اختراع شبکه جهانی وب و اولین مرورگر وب                                                                                           |
| ۲۰۱۷ | جان هنسی                        | ایالات متحده آمریکا                       | برای پیشگامی طراحی و ارزیابی معماری‌های کامپیوتری با تأثیر بر صنعت ریزپردازنده                                                         |
| ۲۰۱۷ | دیوید پترسون (دانشمند رایانه)   | ایالات متحده آمریکا                       | برای پیشگامی طراحی و ارزیابی معماری‌های کامپیوتری با تأثیر بر صنعت ریزپردازنده                                                         |
| ۲۰۱۸ | یوشوا بنجیو                     | کانادا                                    | برای پیشرفت های مفهومی و مهندسی که شبکه های عصبی عمیق را به یک جزء مهم محاسبات تبدیل کرده است                                         |
| ۲۰۱۸ | جفری اورست هینتون               | بریتانیا و کانادا                         | برای پیشرفت های مفهومی و مهندسی که شبکه های عصبی عمیق را به یک جزء مهم محاسبات تبدیل کرده است                                         |
| ۲۰۱۸ | یان لی کان                      | فرانسه و ایالات متحده آمریکا              | برای پیشرفت های مفهومی و مهندسی که شبکه های عصبی عمیق را به یک جزء مهم محاسبات تبدیل کرده است                                         |
| ۲۰۱۹ | ادوین ارل کتمول                 | ایالات متحده آمریکا                       | به‌دلیل کارهایش درباره تصاویر تولیدشده کامپیوتری و گسترش گرافیک رایانه‌ای                                                               |
| ۲۰۱۹ | پت هانراهان                     | ایالات متحده آمریکا                       | به‌دلیل کارهایش درباره تصاویر تولیدشده کامپیوتری و گسترش گرافیک رایانه‌ای                                                               |
| ۲۰۲۳ | رابرت متکالف                    | ایالات متحده آمریکا · ایالات متحده آمریکا | به‌دلیل کارهایش در اختراع اترنت |

## نگارخانه

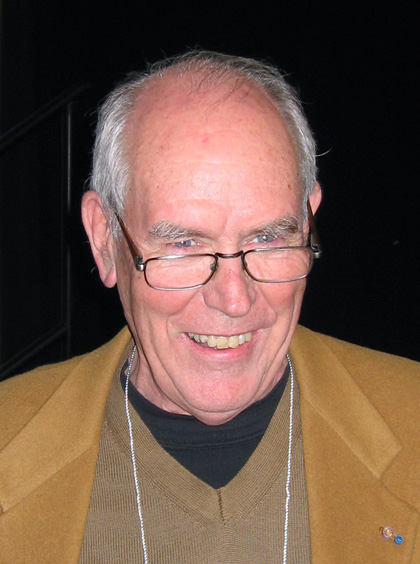
ایوان سوترلند برنده سال ۱۹۸۸
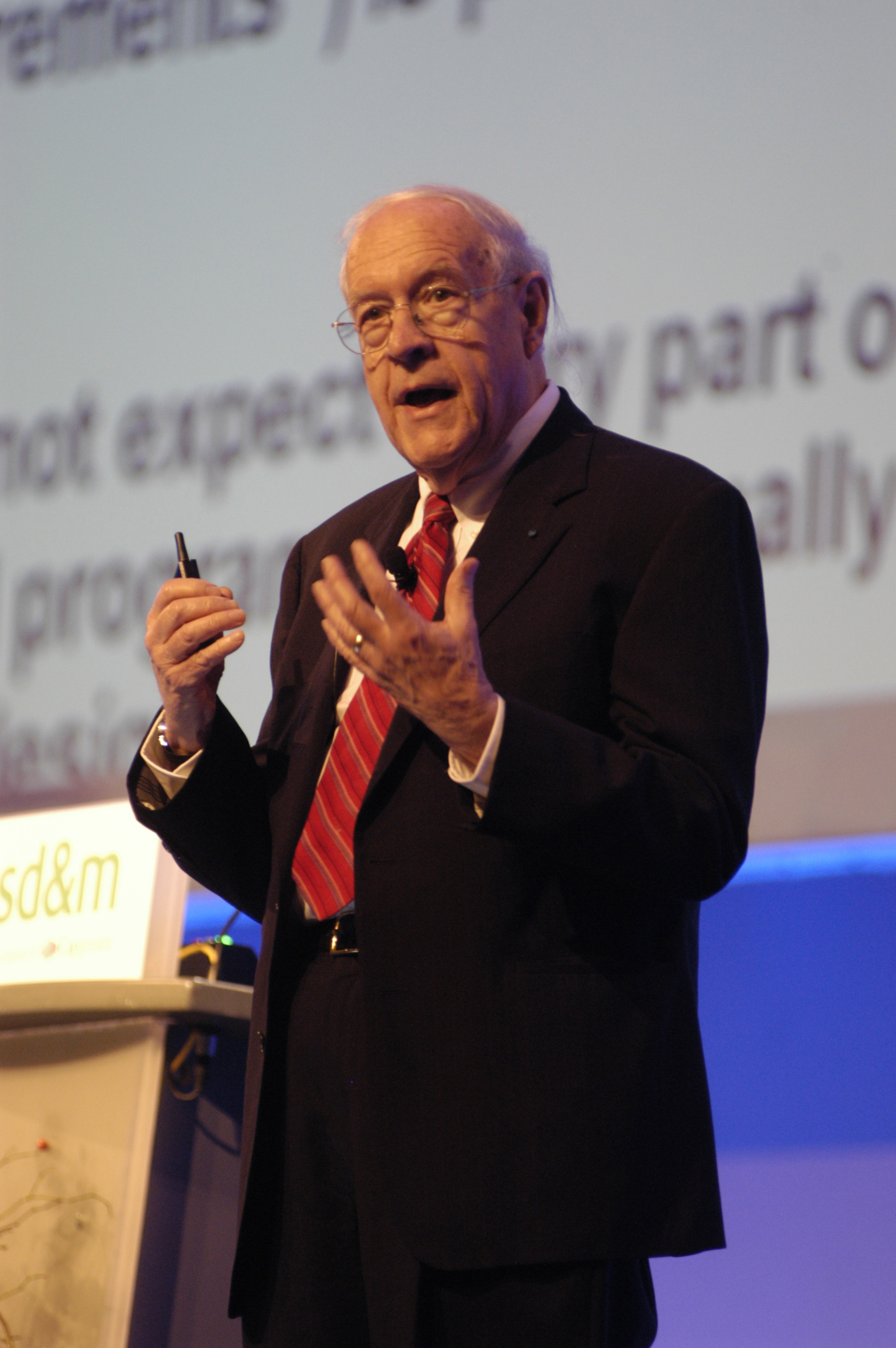
فردریک بروکز برنده سال ۱۹۹۹
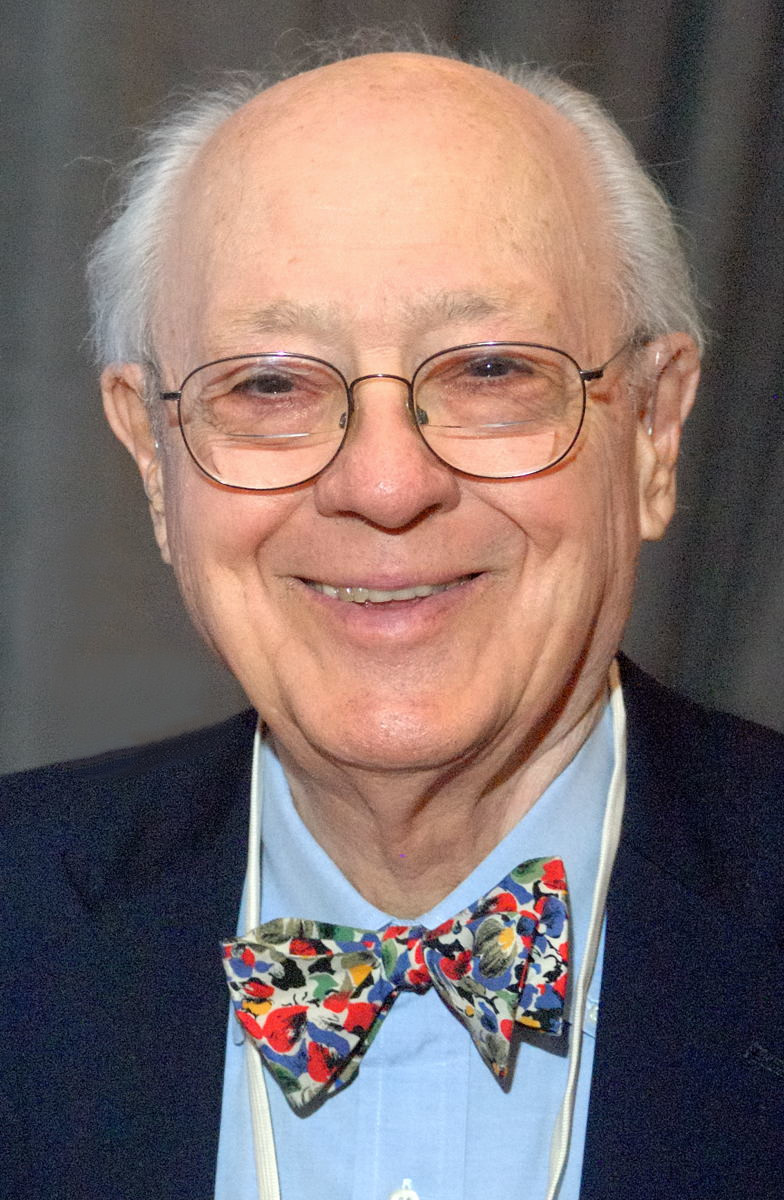
چارلز باخمن برنده سال ۱۹۷۳